# Club Car
Club Car — американська компанія, яка виробляє електричні та бензинові гольф-кари та невеликі позашляховики для особистого та комерційного використання. Зараз він належить Platinum Equity після придбання в 2021 році. До цього компанія була підрозділом корпорації Ingersoll Rand в її підрозділі Industrial Technologies. Це один із найбільших роботодавців в окрузі Колумбія, штат Джорджія .

## Історія
Заснована в 1958 році в Х'юстоні, штат Техас, як Landreath Machine, Club Car була придбана Біллом Стівенсом-молодшим, перейменована та перенесена в Августу, штат Джорджія, в 1962 році, де знаходиться її основна штаб-квартира.
Група з восьми керівників EZGO придбала компанію в 1978 році, щоб розпочати власний бізнес, створивши Club Car як міського конкурента в індустрії автомобілів для гольфу. Одним із перших керівників Club Car був співзасновник компанії EZGO Вільям Долан.
Він був придбаний компанією Ingersoll Rand у 1995 році як частина інфраструктурного підрозділу компанії, але потім був об'єднаний з Bobcat для створення нового підрозділу Compact Vehicles Technology, метою якого є виробництво позашляховиків на додаток до автомобілів для гольфу.
У 2021 році Platinum Equity придбала Club Car за 1,68 мільярда доларів.

## Продукція
Club Car виробляє транспортні засоби для особистого та комерційного використання, а також машини для гольфу.

### Особисті транспортні засоби (UTV)

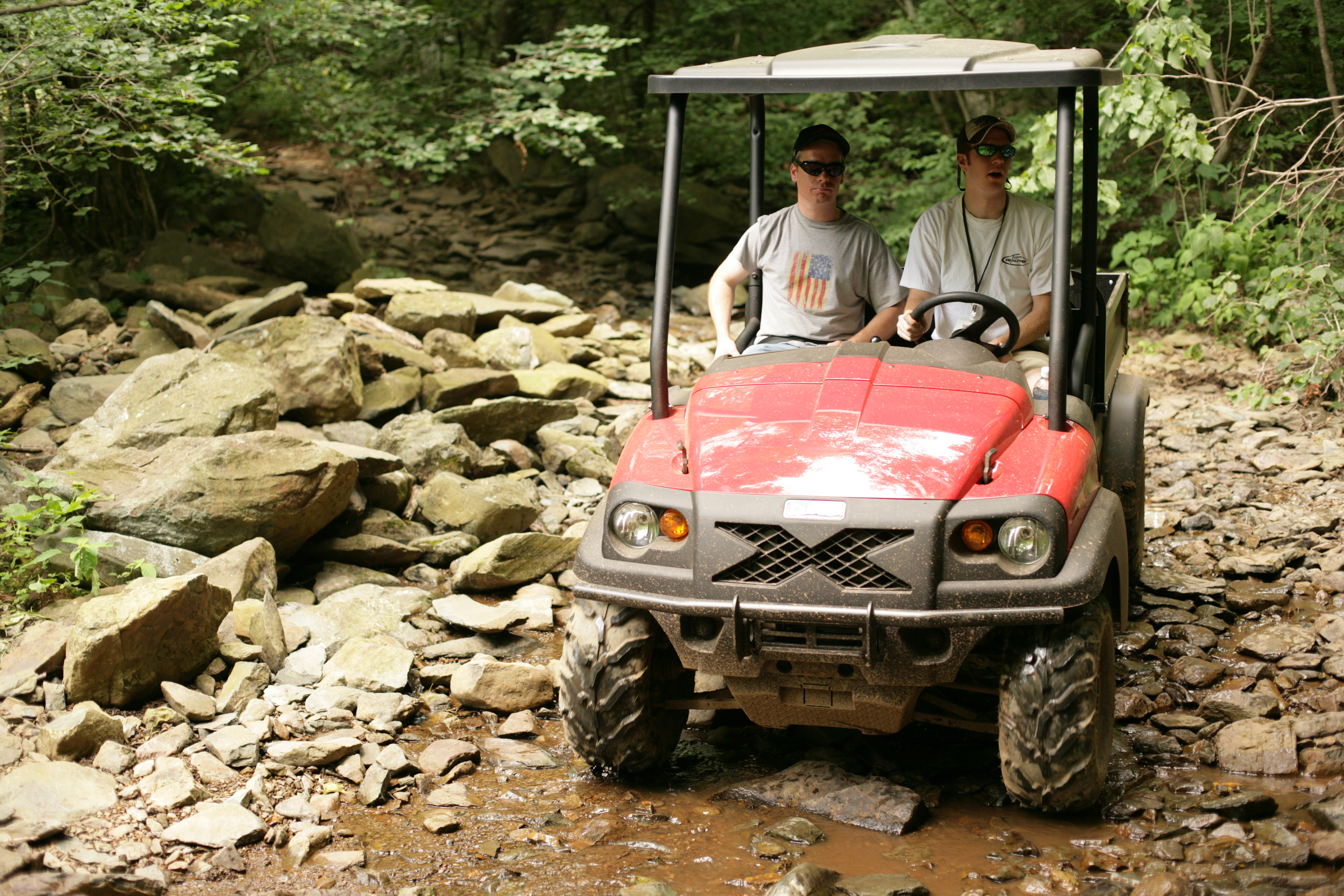
Позашляховик (UTV) XRT1550 4x4 Club Car.

Починаючи з 2008 і 2009 років, Club Car вийшов на ринок позашляховиків (UTV) з лінійкою XRT. Були представлені моделі від XRT800 4x2 UTV до XRT1550 4x4 UTV з можливістю додавання робочого обладнання до автомобіля. Club Car також пропонує дорожні автомобілі з такими функціями, як ремені безпеки, покажчики повороту, лобове скло тощо. Ці транспортні засоби, UTV та LSV, також були виготовлені та брендовані для інших компаній, що робить Club Car OEM. Двома роками пізніше модельний ряд було розширено, щоб включити більше варіантів транспортних засобів.
| 4x2     | 4x4                    | LSV             |
| ------- | ---------------------- | --------------- |
| XRT 800 | XRT 1550               | Villager 2      |
| XRT 850 | XRT 1550 SE            | Villager 2+2    |
|         | XRT 1550 з IntelliTach | Villager 2+2 LX |

### Комерційні позашляховики (UTV)

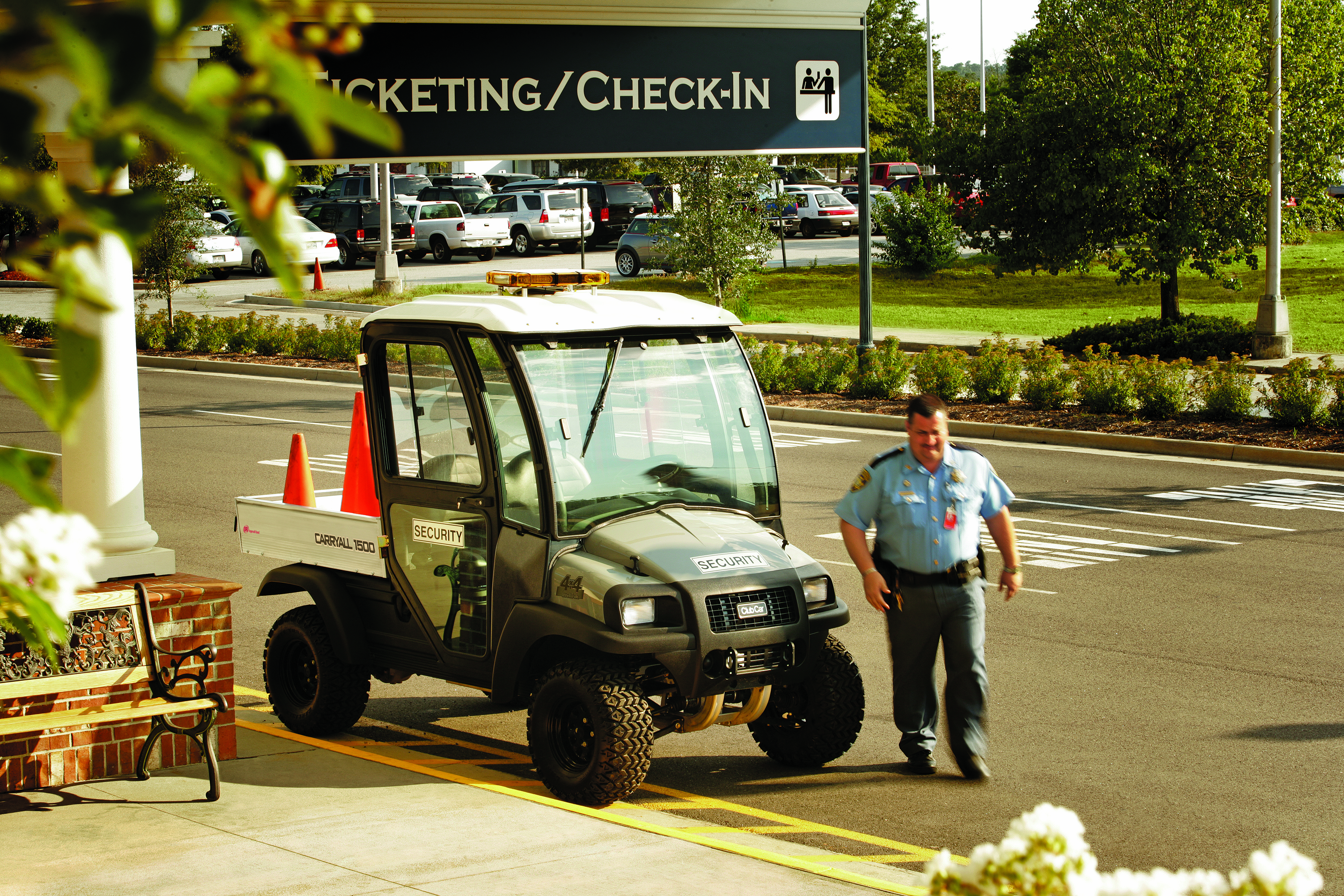
Комерційний позашляховик Carryall 1500 4x4 (UTV)

Club Car вперше почав пропонувати побутові автомобілі (UTV) для полів для гольфу, додавши спеціальні тримачі та інші аксесуари. вика У 1985 році вони створили транспортні засоби, орієнтовані на бізнес-застосування, з Carryall II, призначеним для виробничих потужностей, кампусів коледжів і надання позашляходля роботи на полях для гольфу. Це стало серією Carryall.
У 2014 році компанія повторно запустила свою лінійку комерційних позашляховиків, повторно представивши серію Carryall із покращеною ефективністю та новою лінійкою аксесуарів. У 2009 і 2010 роках було розроблено та випущено в хід два нових типи транспортних засобів: дозволені на вулицях низькошвидкісні транспортні засоби (LSV) і транспортні засоби, призначені для перевезення кількох людей на курортах, майданчиках і в кампусах.
| 4x2 UTV      | 4x4 UTV                     | LSV          | Транспорт   |
| ------------ | --------------------------- | ------------ | ----------- |
| Carryall 100 | Carryall 1500               | Carryall 510 | Transporter |
| Carryall 300 | Carryall 1500 з IntelliTach | Carryall 710 | Villager 4  |
| Carryall 500 | Carryall 1700               |              | Villager 6  |
| Carryall 550 |                             |              | Villager 8  |
| Carryall 700 |                             |              |             |

### Машини для гольфу

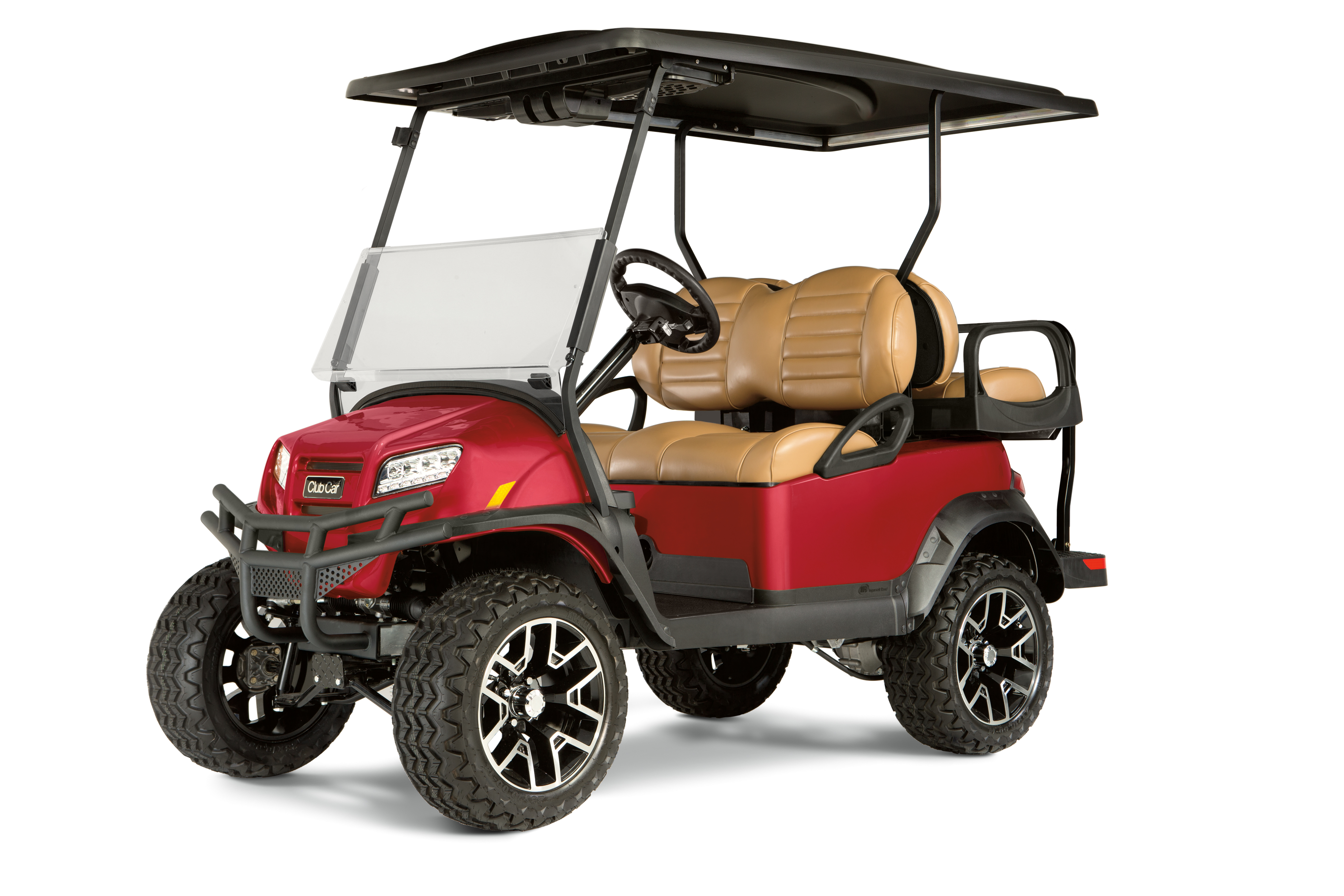
Club Car Onward Lifted для 4 пасажирів PTV

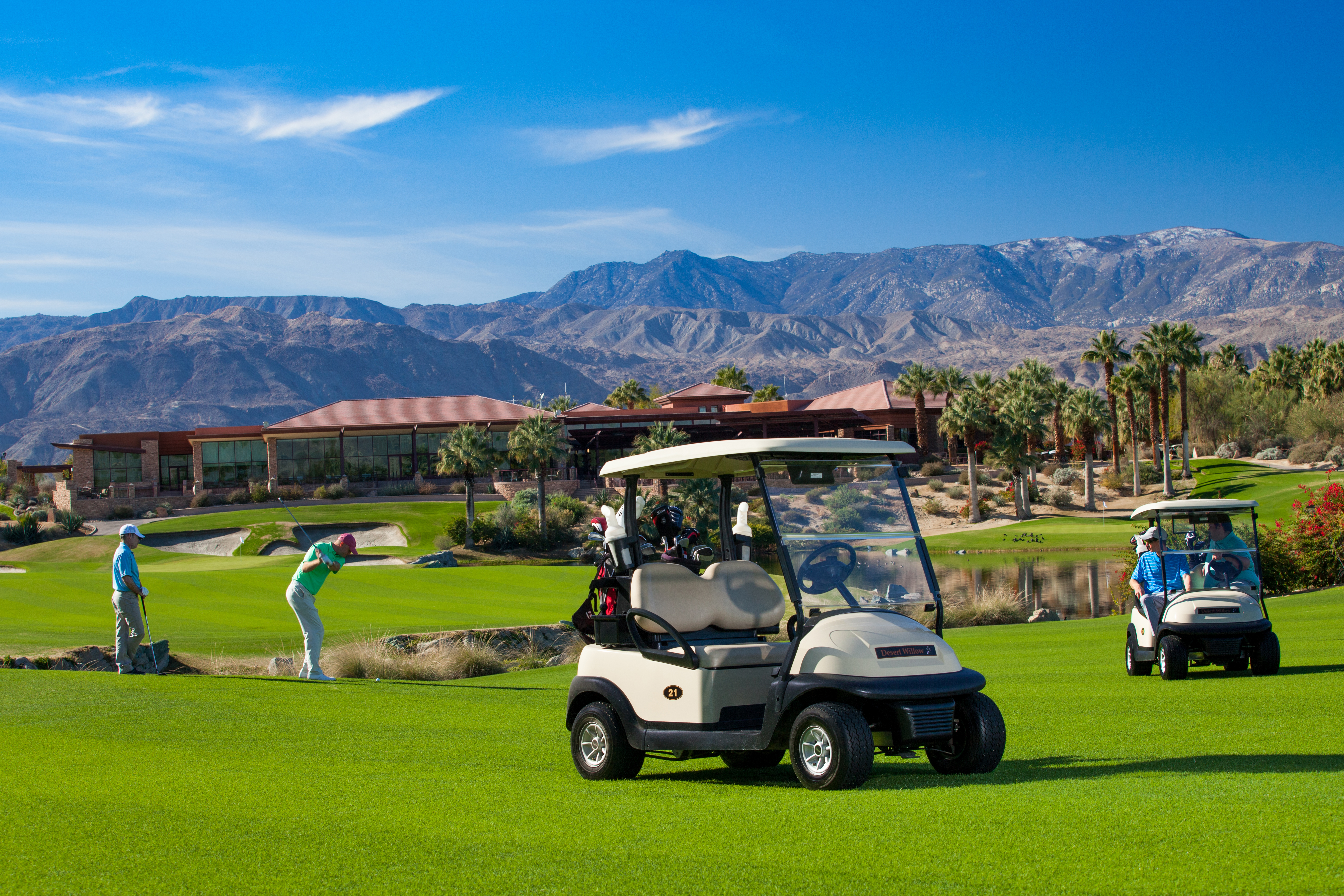
Club Car's Precedent i3, що містить технологію Visage.

Першим продуктом Club Car були триколісні машини для гольфу, представлені в 1958 році. Відтоді компанія продовжує виготовляти гольф-кари.
Компанію вважають лідером галузі, яка бере участь у багатьох інноваціях, зокрема у виробництві одного з перших дорожних машин для гольфу. З 1980 року компанія отримала новий успіх із лінійкою гольф-карів DS. Авто, названий на честь дизайнера Дома Сапоріто, став візитною карткою компанії до 2004 року, коли була представлена лінія гольф-карів Precedent. Компанія показала свою наступну модель, Precedent i2, яка отримала схвальні відгуки критиків, і знову в 2008 році з абсолютно новою системою приводу.
Партнерство компанії з GPSI у 2008 році створило перший у світі гольф-кар із спеціальним програмним забезпеченням у Precedent i3, що містить систему для підключення цілого парку гольф-карів до гольф-клубу та надання нових опцій, як відстеження результатів гольфіста. Precedent i2, i3 та 4Fun продаються та використовуються на полях для гольфу, тоді як i2 також доступний для особистого використання.
У 2017 році компанія випустила серію гольф-карів Onward, вперше представивши можливість налаштовувати аксесуари автомобіля, колір і багато іншого на сайті онлайн. На початковому етапі випуску були представлені 2-, 4-пасажирський і 4-пасажирський піднятий гольф-кар, а пізніше був доданий варіант на 6 пасажирів із літій-іонним акумулятором.
| Особисте використання | Для гольфу     |
| --------------------- | -------------- |
| Onward                | Precedent i2   |
| Villager PTV          | Precedent i3   |
| Precedent i2          | Precedent 4Fun |

## Додаткові посилання
- Офіційний сайт

- Офіційний сайт дилера в Україні